# Tetranematichthys
Tetranematichthys är ett släkte av fiskar. Tetranematichthys ingår i familjen Auchenipteridae.
Kladogram enligt Catalogue of Life:
| Tetranematichthys | \| \| Tetranematichthys barthemi \| \| \| \| \| \| Tetranematichthys quadrifilis \| \| \| \| \| \| Tetranematichthys wallacei \| \| \| \| |
|                   | \| \| Tetranematichthys barthemi \| \| \| \| \| \| Tetranematichthys quadrifilis \| \| \| \| \| \| Tetranematichthys wallacei \| \| \| \| |
|                   | Ageneiosus |
|                   | |
|                   | Asterophysus |
|                   | |
|                   | Auchenipterichthys |
|                   | |
|                   | Auchenipterus |
|                   | |
|                   | Centromochlus |
|                   | |
|                   | Entomocorus |
|                   | |
|                   | Epapterus |
|                   | |
|                   | Gelanoglanis |
|                   | |
|                   | Glanidium |
|                   | |
|                   | Liosomadoras |
|                   | |
|                   | Pseudauchenipterus |
|                   | |
|                   | Pseudepapterus |
|                   | |
|                   | Pseudotatia |
|                   | |
|                   | Tatia |
|                   | |
|                   | Tocantinsia |
|                   | |
|                   | Trachelyichthys |
|                   | |
|                   | Trachelyopterichthys |
|                   | |
|                   | Trachelyopterus |
|                   | |
|                   | Trachycorystes |
|                   | |
|                   | Tetranematichthys barthemi |
|                   | |
|                   | Tetranematichthys quadrifilis |
|                   | |
|                   | Tetranematichthys wallacei |
|                   | |

|  | Tetranematichthys barthemi    |
|  |                               |
|  | Tetranematichthys quadrifilis |
|  |                               |
|  | Tetranematichthys wallacei    |
|  |                               |